# Benzo(k)fluoranteen
Benzo[k]fluoranteen is een polycyclische aromatische koolwaterstof met als brutoformule C20H12. De stof komt voor als gele kristallen, die onoplosbaar zijn in water. Benzo[k]fluoranteen is door het IARC ingedeeld in klasse 2B, wat betekent dat de stof mogelijk kankerverwekkend is voor de mens.